# Hormona proteica
Las hormonas proteicas son hormonas no esteroideas formadas por largas cadenas plegadas de aminoácidos, estructura típica de las moléculas proteicas.
En las clasificaciones se suelen diferenciar de las hormonas glucoproteicas, que son hormonas proteicas que tienen grupos de glúcidos unidos a sus cadenas de aminoácidos.
También se clasifican aparte de las hormonas peptídicas y polipeptídicas, que están formadas por cadenas cortas de aminoácidos (péptidos y polipéptidos). 
Otra categoría distinta son las hormonas derivadas de aminoácidos simples, como la adrenalina o la tiroxina.

## Clasificación
- Hormona del crecimiento o somatotropina o GH
- Prolactina o PRL
- Hormona paratiroidea o parathormona o PTH
- Hormona adrenocorticotropa o corticotropina o ACTH
- Hormona liberadora de GH o GHRH
- Insulina
- Glucagón